# Réserve naturelle de Mølen
La Réserve naturelle de Mølen  est une réserve naturelle norvégienne qui est située dans la municipalité de Asker dans le comté d'Akershus.

## Description
La réserve naturelle est située sur l'île Mølen, au nord du village de Horten. La zone a une superficie d'environ 0,184 km2, dont 0,055 km2 en zone maritime.

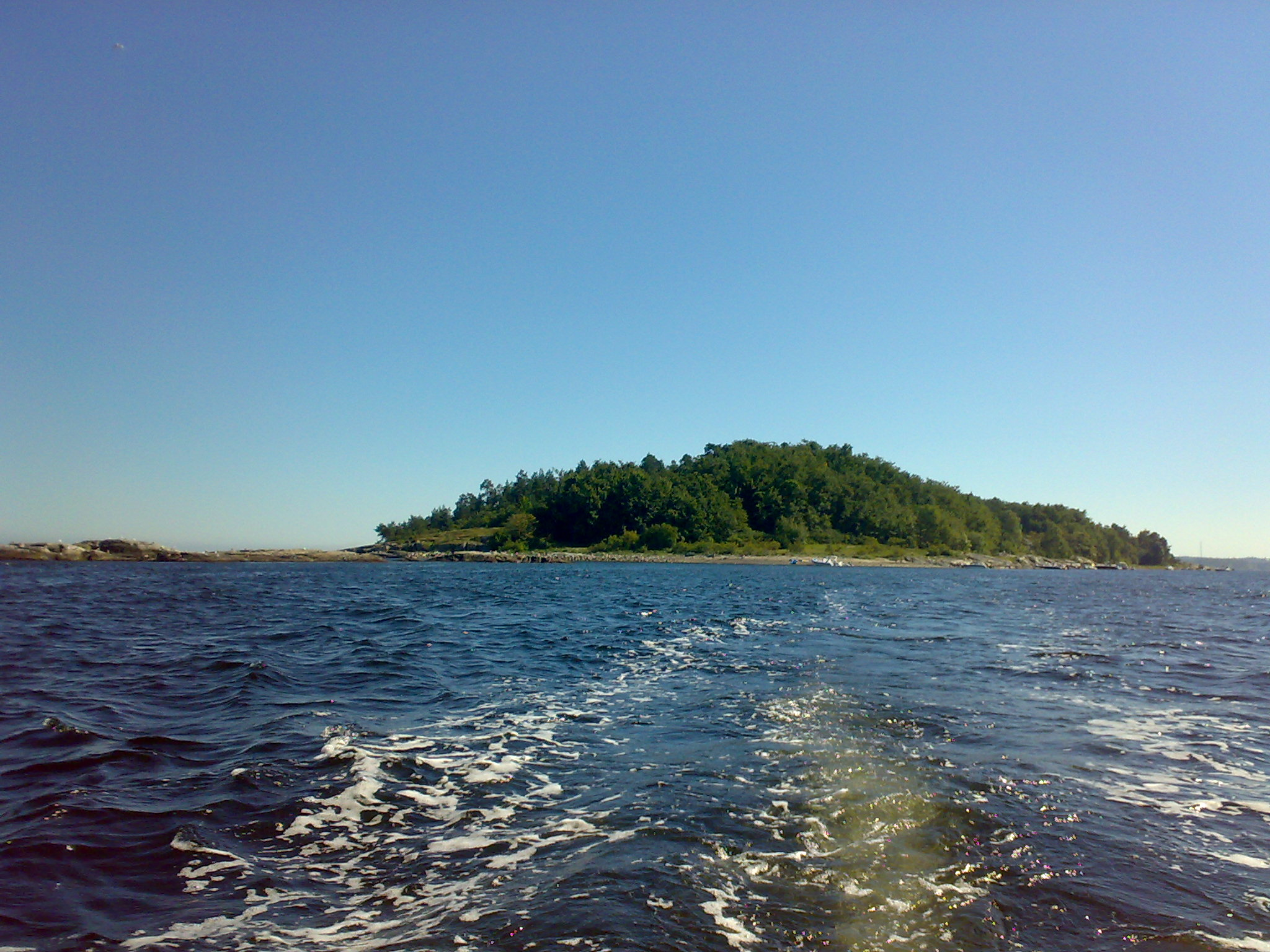
Île de Mølen

La réserve naturelle de Mølen possède une grande richesse d'espèces botaniques. Cela est dû à la fois au climat chaud et à un sol calcaire. Le substratum rocheux de l'île est du gneiss; l'élément calcaire du sol est dû au sable coquillier des dépôts marins.
Il y a beaucoup de forêts de feuillus qui aiment la chaleur sur l'île, y compris l'orme et le tilleul. Sur l'île, on trouve du gui et d'autres espèces rares telles que la violette hérissée. Parmi les plantes vasculaires, on peut citer la Douce-amère, la Molène noire,  la Vicia cracca, l'Atriplex littoralis, l'Origan, le Trèfle Pied-de-lièvre, le Crambe maritime, une grande population de Linaire commune , ainsi que le Plantago media, .... Il peut y avoir jusqu'à 400 espèces de plantes sur l'île.
Au nord, à l'est et au sud de l'île, il y a de grandes colonies d'oiseaux marins. Sur l'île, il y a une interdiction de circulation entre le 15 avril et le 15 juillet. Il y a une colonie de phoque commun sur Mølen et les îlots et récifs les plus proches. Les espèces d'oiseaux comprennent le goéland argenté et l' eider à duvet, le tadorne de Belon et le grand cormoran. Les papillons traversent quotidiennement la péninsule de Hurum en été.
Mølen possède également une belle plage de galets avec des galets de toute la Norvège orientale que la glace a déposés ici. Une colonie de phoques communs vit sur Tofteholmen, Ranvikholmen et Mølen.